# Pargana d'Aurangabad (Sitapur)
La pargana d'Aurangabad fou una divisió administrativa del districte de Sitapur a l'Oudh, Províncies Unides d'Agra i Oudh. Limitava al nord amb la pargana de Misrikh, a l'est amb la de Kurauna, i al sud i oest amb el riu Gumti que la separava del districte d'Hardoi. La pargana fou creada pels britànics el 1858 després de l'annexió d'Oudh i abans formava part del Nimkhar (des del temps d'Akbar el Gran, districte distribuït en 6 grans mahals). Abans del regnat d'Aurangzeb va pertànyer als rajputs Ponwar, però l'emperador la va cedir en jagir a Bahadur Beg i al segle xix no hi havia ni un sol propietari zamindar rajput.
La població el 1881 era de 21.057 habitants el 1881. La pargana estava en part administrada per un cap musulmà que era propietari de 27 dels 34 pobles. La capital era Aurangabad